# Sioniac
Sioniac – miejscowość i gmina we Francji, w regionie Nowa Akwitania, w departamencie Corrèze.
Według danych na rok 1990 gminę zamieszkiwało 199 osób, a gęstość zaludnienia wynosiła 19 osób/km² (wśród 747 gmin Limousin Sioniac plasuje się na 432. miejscu pod względem liczby ludności, natomiast pod względem powierzchni na miejscu 545.).